# Pylaisiadelpha duellii
Pylaisiadelpha duellii là một loài rêu trong họ Sematophyllaceae. Loài này được H.A. Crum mô tả khoa học đầu tiên năm 1985.